# Президентские выборы в Эквадоре (1912)
Президентские выборы в Эквадоре проходили в 1912 году. В результате победу одержал Леонидас Пласа Гутьеррес, получивший 97,7 % голосов.

## Предвыборная обстановка
Франсиско Андраде Марин, председатель Палаты депутатов, временно исполнявший обязанности президента Эквадора после отставки Карлоса Фрейле Сальдумбиде во время политического хаоса после смерти Эмилио Эстрады и Элоя Альфаро, призвал к выборам на новый конституционный период.
Эти выборы были первыми, проведёнными во времена либеральной плутократии, когда банковский, агроэкспортный и коммерческий секторы побережья взяли под контроль государство Эквадор, и с тех пор Коммерческий и сельскохозяйственный банк начал влиять не только на экономическую политику, но и на президентские и парламентские выборы, гарантируя победу своих кандидатов посредством фальсификации и манипуляций на выборах в координации с умеренной и банковской фракциями Либеральной партии, причем радикальная фракция альфаристов была ликвидирована.

## Избирательная кампания
Кандидатами были Леонидас Пласа Гутьеррес, Карлос Р. Тобар и Гонсало Кордова. Пласа выглядел фаворитом, так как он был Верховным главнокомандующим. Его радикальный соперник Флавио Альфаро был устранён. Появилась кандидатура министра иностранных дел Карлоса Р. Тобара, получившего поддержку консерваторов. Победу одержал Леонидас Пласа, набравший 97,7% голосов.
Пласа вступил в должность 1 сентября 1912 года.

## Результаты
| Кандидат                 | Голоса | %    |
| ------------------------ | ------ | ---- |
| Леонидас Пласа Гутьеррес | 62 374 | 97,7 |
| Карлос Тобар             | 754    | 1,2  |
| Гонсало Кордова          | 507    | 0,8  |
| Прочие                   | 195    | 0,3  |
| Всего                    | 63 830 | 100  |
| Источник: Nohlen,        |        |      |